# Vigor Senigallia
Vigor Senigallia (wł. Football Club Vigor Senigallia Società Sportiva Dilettantistica) – włoski klub piłkarski, mający siedzibę w mieście Senigallia, w środkowej części kraju, grający od sezonu 2019/20 w rozgrywkach Eccellenza Marche.

## Historia
Chronologia nazw:
- 1921: Vigor Senigallia
- 1932: Nova Vigor Senigallia
- 1945: Unione Sportiva Vigor Senigallia
- 2002: klub rozwiązano
- 2002: U.S. Vigor Senigallia
- 2017: klub rozwiązano
- 2017: FC Vigor Senigallia – po reorganizacji FC Senigallia

Klub sportowy Vigor Senigallia został założony w miejscowości Senigallia w 1921 roku z inicjatywy młodych fanów piłki nożnej. W sezonie 1921/22 zespół startował w mistrzostwach Prima Divisione Lega Sud, organizowanych przez federację CCI. Zajął drugie miejsce w grupie B Sezione marchigiana, awansując do rundy finałowej, gdzie również był drugi. Przed rozpoczęciem sezonu 1922/23 ze względu na kompromis Colombo dotyczący restrukturyzacji mistrzostw, został zakwalifikowany do Seconda Divisione Marche (D2). Po zajęciu trzeciego miejsca w Seconda Divisione Marche w sezonie 1922/23, następnie przez dwa lata wygrywał grupę, jednak z powodu braku funduszy zrezygnował z awansu. W sezonie 1925/26 chociaż zajął wysokie drugie miejsce z własnej woli zrezygnował z gry na drugim szczeblu rozgrywek i kolejny sezon rozpoczął w Terza Divisione Marche. Przed rozpoczęciem sezonu 1926/27 ze względu na reformę systemu lig i wprowadzeniu najwyższej klasy, zwanej Divisione Nazionale, Terza Divisione została obniżona do IV poziomu. Po roku wrócił do Seconda Divisione Sud. W sezonie 1929/30 po podziale najwyższej dywizji na Serie A i Serie B poziom Seconda Divisione został zdegradowany do czwartego stopnia. Jednak klub zaprzestał działalności, a sezon 1930/31 rozpoczął w Seconda Divisione Sud Marche-Umbria-Abruzzi (D3), ale po kilku kolejkach wycofał się z mistrzostw. Dopiero w sezonie 1932/33 z nową nazwą Nova Vigor Senigallia startował w Seconda Divisione Marche (D3), zajmując ostatnie siódmą lokatę. Potem z powodu braku funduszy jedynie rozgrywał mecze towarzyskie lub brał udział w turniejach lokalnych.
Po zakończeniu II wojny światowej, drużyna wznowiła działalność pod nazwą US Vigor Senigallia i została zakwalifikowana do rozgrywek Serie C (D3), zajmując w sezonie 1945/46 5.miejsce w grupie B Lega del Centro-Sud. W następnym sezonie 1946/47 zespół awansował na czwartą pozycję w grupie B Lega Centro, a w sezonie 1947/48 po zajęciu 9.miejsca w grupie B Lega Centro spadł do Promozione Centro (D4). W 1952 po reorganizacji systemu lig został zakwalifikowany do IV Serie (D4), ale po dwóch sezonach spadł na rok do Promozione Marche (D5). W 1957 czwarty poziom został przemianowany na Campionato Interregionale i podzielony na dwa szczeble - Prima Categoria i Seconda Categoria. W sezonie 1957/58 zespół zajął 12.miejsce w grupie D Seconda Categoria i został na zdegradowany do Campionato Dilettanti Marche (D5), ale natychmiast wrócił do czwartego poziomu, który przyjął nazwę Serie D. W 1962 spadł do Prima Categoria Marche (D5). W sezonie 1968/69 zwyciężył w Promozione Marche (D5) i otrzymał promocję do Serie D, ale po roku spadł z powrotem do Promozione Marche. Dopiero w sezonie 1973/74, po wygraniu Promozione Marche oraz barażu z Montecchio (2:1) awansował do Serie D, w której zatrzymał się na dłużej. W sezonie 1977/78 zajął 15. miejsce w grupie D Serie D i został zdegradowany do Promozione Marche. Przed rozpoczęciem sezonu 1978/79 Serie C została podzielona na dwie dywizje: Serie C1 i Serie C2, wskutek czego piaty Promozione została obniżona do szóstego poziomu. W 1980 klub awansował do Serie D, a w następnym do Serie C2. Po zakończeniu sezonu 1984/85, w którym uplasował się na 14.pozycji w grupie C, klub zrezygnował z gry w Serie C2 i następny sezon rozpoczął w Campionato Interregionale (D5). W 1988 spadł do Promozione Marche (D6). W 1991 roku zespół najpierw zwyciężył w grupie A Promozione Marche. a potem wygrał 4:1 playoff z Osimana i wrócił do Campionato Interregionale, który w 1992 zmienił nazwę na Campionato Nazionale Dilettanti. W 1999 piąty poziom przywrócił nazwę Serie D.
W 2002 roku klub został postawiony w stan likwidacji. Powstał nowy klub o nazwie US Vigor Senigallia, który otrzymał od FIGC transfer tytułu sportowego oraz zawodników poprzedniego klubu. W sezonie 2002/03 zajął 10.miejsce w grupie F Serie D, ale w następnym sezonie po uzyskaniu 17.pozycji w grupie F został zdegradowany do Eccellenza Marche (D6). W 2010 spadł do Promozione Marche (D7), ale po roku wrócił do Eccellenza Marche. Przed rozpoczęciem sezonu 2014/15 wprowadzono reformę systemy lig, wskutek czego szósty poziom awansował o jedną pozycję do góry. W 2016 zespół znów spadł do Promozione Marche (D6).
W 2017 klub zrezygnował ze startu w mistrzostwach. Inny miejski rywal FC Senigallia zmienił nazwę na FC Vigor Senigallia, stając się kontynuacją poprzedniego klubu (w sezonie 2016/17 dwa kluby wspólnie występowały w jednej lidze). Sezon 2018/19 zakończył na drugim miejscu w grupie A Promozione Marche i zakwalifikował się do barażów o awans do Eccellenza, który uzyskał po wygraniu z Atletico Ascoli.

## Barwy klubowe, strój
|  |  |

Klub ma barwy czerwono-niebieskie. Zawodnicy domowe spotkania zazwyczaj grają w czerwono-niebieskich koszulkach, niebieskich spodenkach oraz niebieskich getrach.

## Sukcesy

### Trofea międzynarodowe
Nie uczestniczył w rozgrywkach europejskich (stan na 31-05-2020).

### Trofea krajowe
| \| \| Zdobyte trofea w rozgrywkach Włoch (stan na: 31-08-2020) \| |                                                          |      |                                    |
| Rozgrywki                                                         | Osiągnięcie                                              | Razy | Sezon(y)                           |
| · Mistrzostwo                                                     | I miejsce                                                | 0    |                                    |
| · Mistrzostwo                                                     | II miejsce                                               | 1    | 1921/22 (finale Marche)            |
| · Mistrzostwo                                                     | III miejsce                                              | 0    |                                    |
| · Puchar                                                          | zdobywca                                                 | 0    |                                    |
| · Puchar                                                          | finalista                                                | 0    |                                    |
| II liga                                                           | I miejsce                                                | 2    | 1923/24 (Marche), 1924/25 (Marche) |
| II liga                                                           | II miejsce                                               | 1    | 1925/26 (Marche)                   |
| II liga                                                           | III miejsce                                              | 1    | 1922/23 (Marche)                   |
| Włochy                                                            | Zdobyte trofea w rozgrywkach Włoch (stan na: 31-08-2020) |      |                                    |

- Seconda Divisione Sud/Serie C Lega Centro (D3):
  - 4.miejsce (3x): 1927/28 (gr.A), 1946/47 (gr.B)

## Poszczególne sezony

### Rozgrywki międzynarodowe

#### Europejskie puchary
Nie uczestniczył w rozgrywkach europejskich.

### Rozgrywki krajowe
| \| Włochy \| Bilans występów klubu w rozgrywkach piłkarskich Włoch (Stan na 31 sierpnia 2020 r.) \| \| | |        |       |   |   |   |    |    |     |                                                                                           |        |        |      |
| Poziom                                                                                                 | Rozgrywki | Sezony | Mecze | Z | R | P | B+ | B– | Pkt | Lata                                                                                      | Awanse | Spadki | Naj. |
| I | Prima Categoria Marche | 1      |       |   |   |   |    |    |     | 1921/22                                                                                   | 0      | 1      | 2    |
| II | Seconda Divisione, Campionato Meridionale | 5      |       |   |   |   |    |    |     | 1922–1926, 1928/29                                                                        | 0      | 2      | 1    |
| III | Seconda Divisione Sud, Prima Divisione, Serie C | 5      |       |   |   |   |    |    |     | 1927/28, 1932/33, 1945–1948                                                               | 1      | 2      | 4    |
| IV | Terza Divisione, Seconda Divisione, Promozione, IV Serie, Campionato Interregionale, Serie D, Serie C2                                                          | 23     |       |   |   |   |    |    |     | 1926/27, 1930/31, 1948–1954, 1955–1958, 1959–1962, 1969/70, 1974–1978, 1981–1985          | 1      | 7      | 1    |
| V | Promozione Marche, Campionato Dilettanti Marche, Prima Categoria Marche, Serie D, Campionato Interregionale, Campionato Nazionale Dilettanti, Eccellenza Marche | 34     |       |   |   |   |    |    |     | 1954/55, 1958/59, 1962–1969, 1970–1974, 1980/81, 1985–1988, 1991–2004, 2014–2016, od 2019 | 5      | 3      | 1    |
| | Puchar Włoch | 0      |       |   |   |   |    |    |     |                                                                                           | 0      | 0      |      |
| Włochy                                                                                                 | Bilans występów klubu w rozgrywkach piłkarskich Włoch (Stan na 31 sierpnia 2020 r.)                                                                             |        |       |   |   |   |    |    |     |                                                                                           |        |        |      |

## Struktura klubu

### Stadion
Klub piłkarski rozgrywa swoje mecze domowe na Stadio Goffredo Bianchelli w Senigallia o pojemności 4000 widzów.

### Derby
- US Anconitana
- Folgore Ancona